# Korpiče
Korpiče (nemško Korb) je naselje v Občini Velikovec v Okraju Velikovec na Koroškem v Avstriji.